# Mitsubishi T-2
Mitsubishi T-2 – japoński odrzutowy samolot szkolno-bojowy opracowany przez koncern Mitsubishi Heavy Industries.

## Historia rozwoju

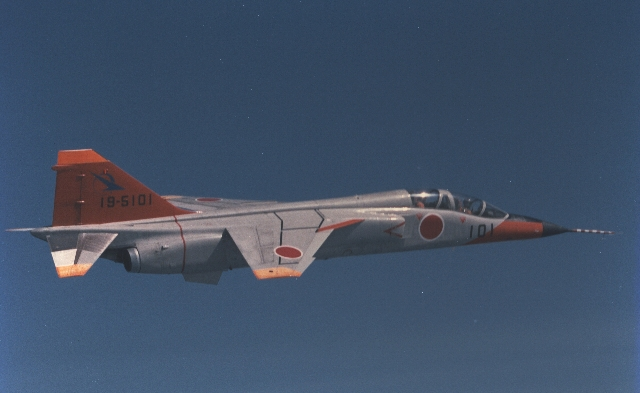
Testy prototypu XT-2 w 1971 roku

W połowie lat sześćdziesiątych XX wieku Japońskie Powietrzne Siły Samoobrony (JASDF) rozpoczęły prace nad wprowadzeniem do eksploatacji nowego odrzutowego samolotu szkolnego, który zastąpić miał przestarzałe maszyny Fuji T-1. Program otrzymał nazwę „T-X”. Wymagano, aby nowo wprowadzany samolot był maszyną naddźwiękową, ponieważ uważano, iż do szkolenia pilotów – na używane wówczas samoloty myśliwskie Lockheed F-104J i McDonnell Douglas F-4EJ – konieczny jest zaawansowany samolot szkoleniowy, jednocześnie posiadający cechy maszyny uderzeniowej, zdolny do współpracy z powyższymi samolotami.
Początkowo rozważano opracowanie nowego samolotu w kooperacji z partnerem zagranicznym. Miał to być zakup licencji na produkcję samolotu SEPECAT Jaguar, ale ostatecznie zdecydowano się stworzyć maszynę siłami japońskiego przemysłu. W 1967 roku trzy japońskie firmy: Fuji, Kawasaki oraz Mitsubishi zaprezentowały swoje projekty. Finalnie wybrano produkt firmy Mitsubishi.
30 marca 1968 roku podpisano umowę na rozwój programu „T-X”, a wiosną 1969 roku zakończono fazę rozwojową programu. 20 lipca 1971 roku odbył się oblot prototypu oznaczonego jako XT-2. Prace nad nową konstrukcją prowadził zespół kierowany przez dr. Kenji Ikedę. Zbudowano łącznie 4 prototypy. XT-2 był pierwszym japońskim samolotem, który przekroczył barierę dźwięku w locie poziomym.
Samoloty wprowadzono do służby w JASDF w roku 1975 jako Mitsubishi T-2. Ostatnie dostawy samolotu T-2 zakończyły się w marcu 1988 roku. Łącznie wyprodukowano 90 egzemplarzy.
Na bazie maszyny opracowanej w ramach programu „T-X” stworzono wariant bojowy „SF-X”. W 1973 roku zawarto kontrakt na opracowanie wersji myśliwskiej. Dwa samoloty T-2, przebudowane na prototyp maszyny „SF-X”, oznaczono jako FS-T2-Kai. W 1975 roku oblatano prototyp, zaś nowy myśliwiec bazujący na T-2 wprowadzono do służby w 1978 roku jako Mitsubishi F-1.

## Konstrukcja
Mitsubishi T-2 był górnopłatem z zamontowanymi w centralnej części kadłuba skrzydłami o kącie natarcia wynoszącym 42,5° i nachyleniem skrzydeł w dół pod kątem 9°. Skrzydła generowały powierzchnię nośną wynoszącą 21,17 m2. Samolot jest konstrukcją metalową, napędzaną przez dwa silniki turboodrzutowe Ishikawajima-Harima TF40-801, generujące moc 20,95 kN każdy. Przy użyciu dopalacza moc pojedynczego silnika wzrasta do 31,76 kN. Samolot osiągał prędkość 1700 km/h na wysokości 11 000 metrów oraz osiągał maksymalny pułap wynoszący 15 240 metrów z trzema dodatkowymi zbiornikami paliwa. Zasięg wynosił 2870 kilometrów. Maszyna ma trójkołowe chowane podwozie, składające się z przedniego koła chowanego z przodu kadłuba oraz dwóch tylnych chowanych w kadłubie pod skrzydłami. Zapas paliwa wynosił 1010 galonów (2823 litry) w kadłubie oraz po 220 galonów (832 litry) w każdym z trzech podwieszanych zbiorników paliwa.
Załoga samolotu składała się z ucznia i instruktora. W przednim fotelu siedział uczeń, a instruktor za nim nieco wyżej. Maszyna wyposażona była w fotele katapultowane ES-7J pozwalające katapultować się załodze podczas postoju na ziemi.
W wyniku prac rozwojowych powstały dwie wersje oznaczone jako T-2(Z) oraz T-2(K). Wersja T-2(Z) była wyłącznie wersją szkolną pozbawioną radaru oraz uzbrojenia. Wybudowano łącznie 28 egzemplarzy. Wersja T-2(K) była maszyną szkolno-bojową wyposażoną w radar J/AWG-11, opracowany przez Mitsubishi Electric. Radar ten należał do rodziny stacji radiolokacyjnych stosowanych w samolotach F-4. Japoński radar zbliżony był specyfikacją do brytyjskiego AN/AWG-11 montowanego na samolotach Phantom FG.1, które służyły w Royal Navy. Dodatkowo wersja uzbrojona wyposażona była w wyświetlacz head-up display (HUD), system IFF, system AHRS (Attitude and Heading Reference System) oraz specjalistyczne systemy komunikacji. Łącznie wyprodukowano 62 egzemplarze T-2(K).
Uzbrojenie wersji T-2(K) składało się ze stałego, sześciolufowego działka systemu Gatlinga JM61A1 kal. 20 mm. Stanowiło ono licencyjną wersję M61 Vulcan. Montowane było ono w kadłubie. Na końcach skrzydeł montowano dwa pociski przeciwlotnicze krótkiego zasięgu AIM-9 Sidewinder. Dodatkowe uzbrojenie mocowane być mogło na trzech pylonach podkadłubowych w postaci bomb Mk 82 o wagomiarze 500 lb, bomb M117 o wagomiarze 750 lb oraz wyrzutni niekierowanych pocisków powietrze-ziemia LAU-69.

## Galeria

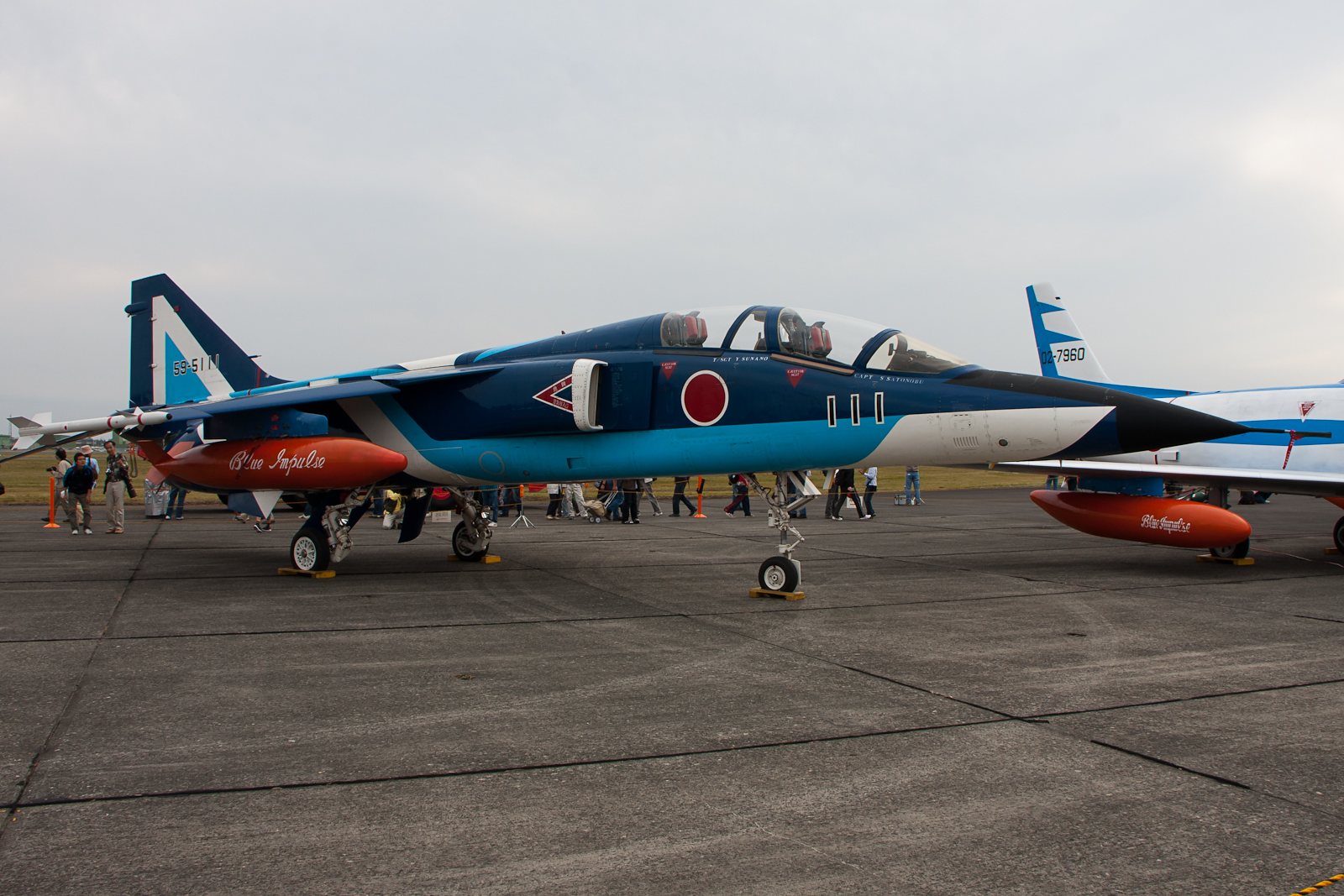
T-2 wersji szkolnej T-2(Z) zespołu akrobacyjnego Blue Impulse
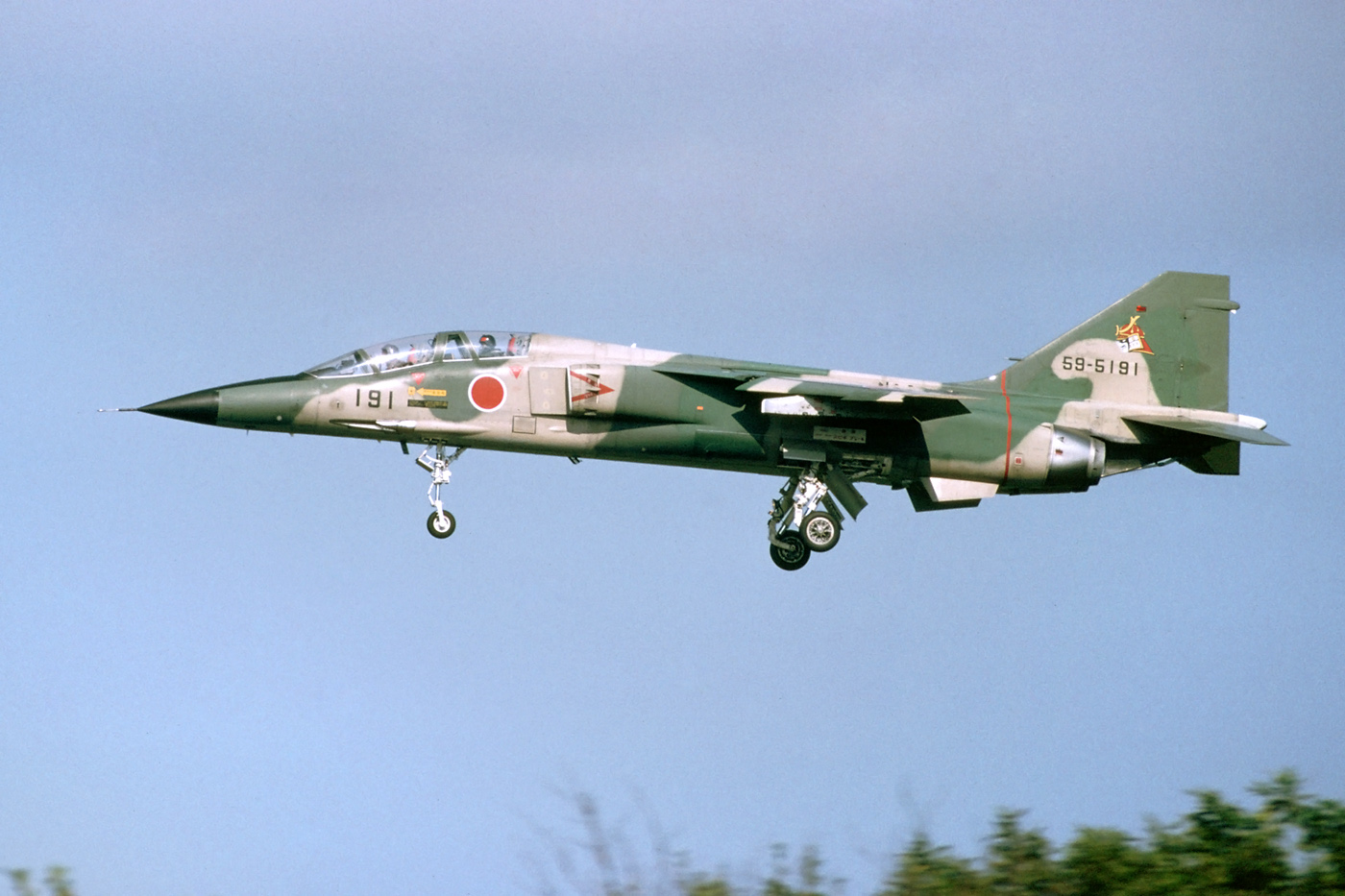
T-2 w wersji szkolno-bojowej T-2(K)
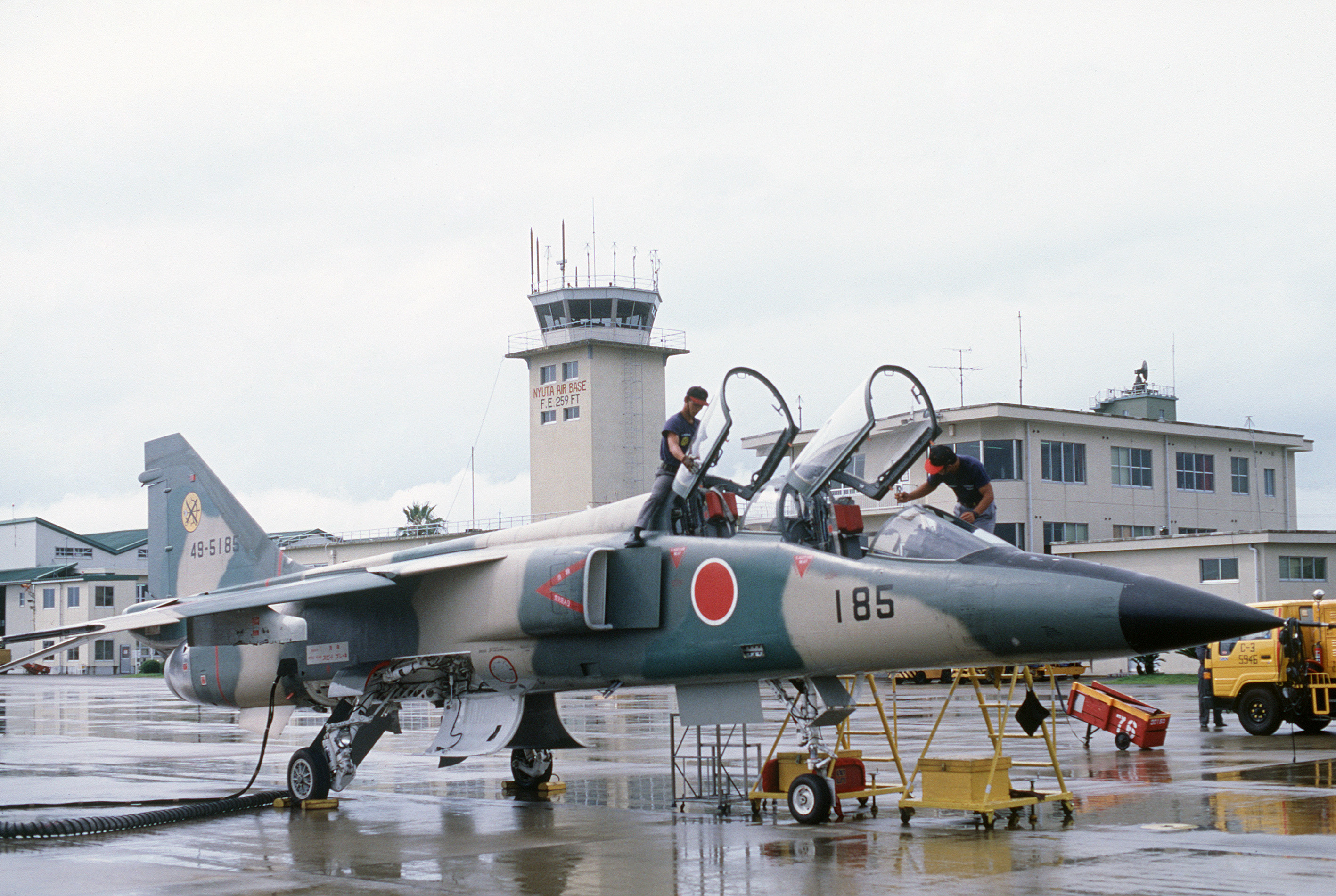
T-2 podczas przygotowywania do manewrów Cope North '86 (1986)
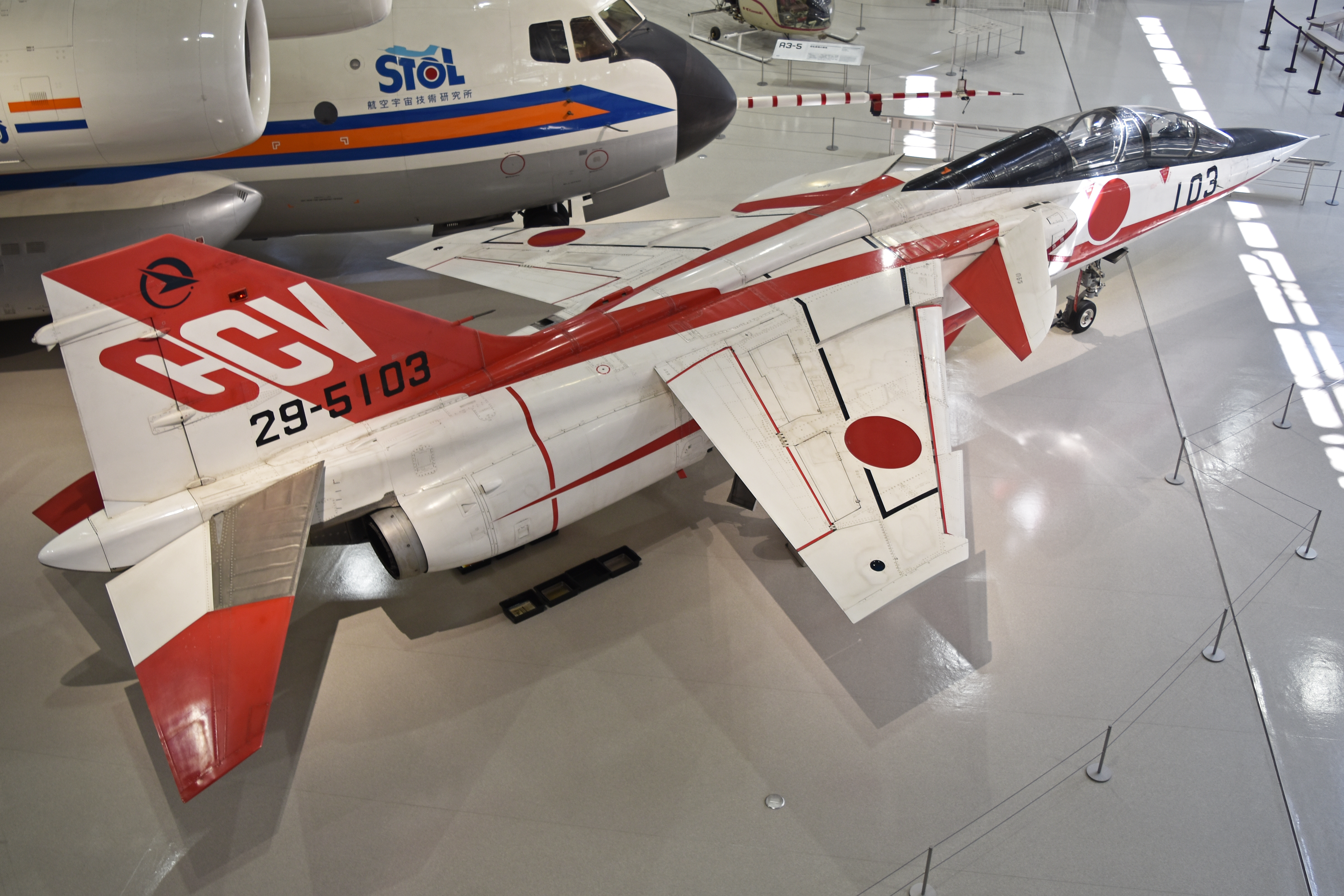
Wariant eksperymentalny T-2 CVV jako eksponat w Kakamigahara Aerospace Science Museum
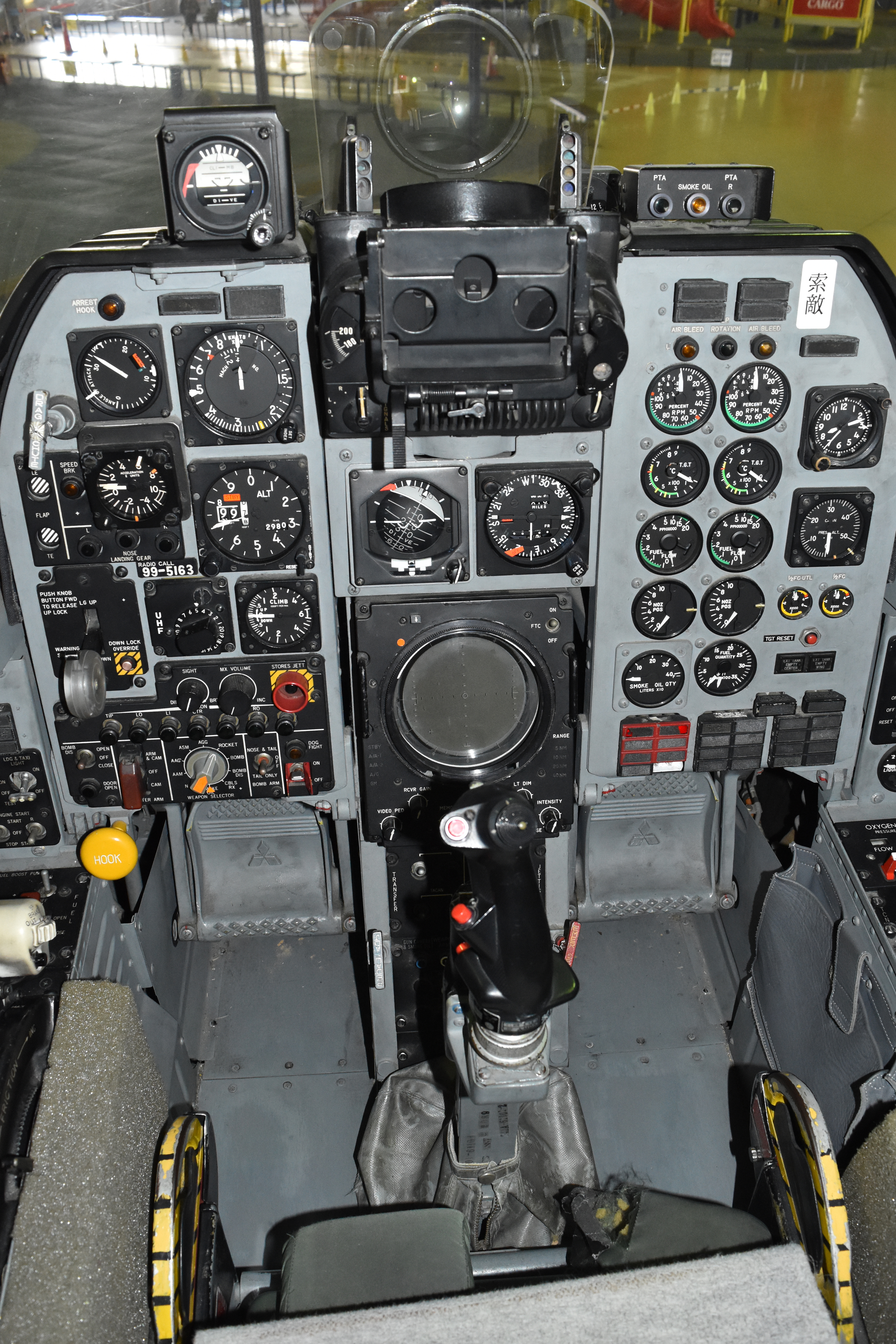
Przedni kokpit samolotu

## Służba operacyjna
Pierwsze egzemplarze wprowadzone zostały do służby w roku 1975. Pierwsza jednostka wyposażona w samoloty T-2 osiągnęła gotowość w październiku 1976 roku. Maszyny były kierowane do 4 Kokudan w Matsushima, gdzie latały w składzie 21 i 22 Eskadry. Były wykorzystywane do końcowego etapu 140-godzinnego szkolenia japońskich pilotów. We wcześniejszym okresie wykonywali oni loty na samolotach Fuji T-3, Fuji T-1 oraz Lockheed T-33 Shooting Star. Zespół akrobacyjny Blue Impulse, który wykorzystywał w latach 1960–1981 samoloty North American F-86 Sabre w 1982 roku wyposażony został w samoloty T-2, które eksploatował do roku 1995. Samoloty wycofano w 2006 roku, wraz z bojowymi F-1. T-2 zastąpiony został przez Kawasaki T-4.

## Wersje
- XT-2 – 4 egzemplarze prototypowe[5].
- T-2(Z) „Zenkigata” – nieuzbrojona wersja szkolna, wyprodukowano 28 egzemplarzy. Maszyny oznaczone są też jako T-2A[5].
- T-2(K) „Kokigata” – uzbrojona i wyposażona w stację radiolokacyjną wersja szkolno-bojowa. Wyprodukowano 62 egzemplarze. Maszyny oznaczone są też jako T-2B[5].
- T-2 CVV (Control Configuration Vehicle) – wersja eksperymentalna. Samolot ten był wyposażony w płetwę pod nosem, dodatkowymi ruchomymi płetwami przed skrzydłami, system fly-by-wire oraz testową awionikę. Pierwszy lot T-2 CCV odbył się 9 sierpnia 1983 roku. Łącznie wykonał serię 138 lotów testowych w latach 1984–1986[1][5].